# Délégation du gouvernement à La Rioja
La délégation du gouvernement à La Rioja est un organe du ministère de la Politique territoriale. Le délégué représente le gouvernement de l'Espagne dans la communauté autonome de La Rioja.

## Structure

### Siège
Le siège de la délégation du gouvernement à La Rioja se situe au 3 de la rue Muro Francisco de la Mata à Logroño, la capitale régionale.

## Titulaires
| Délégués | Délégués                      | Dates du mandat | Dates du mandat | Parti |
| -------- | ----------------------------- | --------------- | --------------- | ----- |
|          | Luis Rojo Villa               | 11/09/1982      | 23/12/1982      | UCD   |
|          | José Ignacio Urenda Bariego   | 23/12/1982      | 24/11/1986      | PSOE  |
|          | Antonio José Rojo Sastre      | 24/11/1986      | 19/09/1988      | PSOE  |
|          | Miguel Godia Ibarz            | 19/09/1988      | 18/05/1996      | PSOE  |
|          | Tomás López San Miguel        | 18/05/1996      | 01/05/2004      | PP    |
|          | José Antonio Ulecia Rodríguez | 01/05/2004      | 31/12/2011      | PSOE  |
|          | Alberto Bretón Rodríguez      | 31/12/2011      | 19/06/2018      | PP    |
|          | José Ignacio Pérez Sáenz      | 19/06/2018      | 12/02/2020      | PSOE  |
|          | María Marrodán Funes          | 12/02/2020      | 31/08/2022      | PSOE  |
|          | Beatriz Arraiz Nalda          | 31/08/2022      | En fonction     | PSOE  |